# A 14. dalai láma utazásainak listája
A 14. dalai láma hivatalos utazásainak listáján a 14. dalai láma, Tendzin Gyaco hivatalos utazásai szerepelnek. A dalai láma legelőször 1954-ben, azaz 19 éves korában utazott külföldre, a kínai kommunista párt meghívásából közel egy évet töltött Kínában. Egy évvel később, második külföldi útján az indiai Mahábódhi Társaság meghívására vett részt Buddha 2500. születésnapi ünnepségén. Négy évvel később már menekültként tért vissza 1959-ben Indiába, ahol végül Dharamszalában kapott lehetőséget az indiai kormánytól a letelepedésre. Első külföldi útja Thaiföldre vezetett 1967-ben, Európába 1973-ban, az amerikai kontinensre 1979-ben látogatott először. Magyarországon elsőként útban Rómába (II. János Pál pápához) az 1982. szeptember 26-ról 27-ére virradó éjszakát töltötte hazánkban. Hazánkban összesen eddig hét alkalommal járt.
A dalai láma hivatalos találkozóinak listáját külön szócikk tárgyalja.

## 1950-es évek
| Dátum                           | Hely (dátum) |
| ------------------------------- | --- |
| 1959. június                    | Delhi |
| 1959. szeptember                | Delhi |
| 1959. december 7. – február 15. | Agra (december 8–9.), Száncsi (10.), Adzsanta (11.), Elmora (12.), Mumbai (13–17.), Csennai (19–21.), Maduráj (22–23.), Tiruchirappali (23.), Bengaluru (25–27.), Maiszúr (27–31.), Patna (január 3–4.), Gorakhpur (5–8.), Kushalnagar (9–10.), Váránaszi (11–24.) és Bodh-Gaja (január 25. – február 14.) |
| 1960. június 28. – július       | Dalhousie (június 28. – július 3.) |

## 1960-as évek
| Dátum                                 | Hely (dátum) |
| ------------------------------------- | --- |
| 1961. április 14–21.                  | Delhi (15–20.) |
| 1962. március 12–27.                  | Delhi (13.), Maiszúr (16–18.), Bylakuppe (18–20.), Maiszúr (20–22.), Bengaluru (22–23.), Delhi (25–26.) |
| 1962. május 13–15.                    | Dalhousie (13–15.) |
| 1962. október 10–20.                  | Simlá (11–16.), Delhi (16–19.) |
| 1962. október 21–24.                  | Mandi (21–22.), Kullu (22.), Manali (22–23.), Rewalsar (23.), Mandi (23–24.) |
| 1963. április 23–26.                  | Mussoorie (23–25.) |
| 1964. március 2–3.                    | Amritszár (2–3.) |
| 1964 április 20–25.                   | Mussoorie (21–24.) |
| 1964. május 17–27.                    | Delhi (18–26.) |
| 1964 június 6–10.                     | Alláhábád (8.) |
| 1964. szeptember 7–13.                | Manali (7–13.), Rewalsar (13.) |
| 1964. szeptember 22. – október 4.     | Delhi (23.), Bylakuppe (26–30.) |
| 1964. november 25. – december 12.     | Lakhnau (26.), Bodh-Gaja (27.), Váránaszi (28–30.), Kalkutta (december 1–5.), Chandragiri (6–9.) |
| 1965. szeptember 6. – október 29.     | Bylakuppe (szeptember 10–20.), Maiszúr (20–26.), Ooty (26–27.), Maiszúr (szeptember 27. – október 2.), Bylakuppe (2.), Maiszúr (2–9.), Kocsín (10–12.), Kanyakumari (12–14.), Kottayam (14.), Rámesvaram (16.), Maiszúr (17–18.), Delhi (20–21.), Mussoorie (21–24.), Delhi (24–28.) |
| 1965. december 5–6.                   | Simlá (5–6.) |
| 1965. december 23. – 1966. január 6.  | Lakhnau (24–25.), Bodh-Gaja (december 26. – január 1.), Váránaszi (1–5.) |
| 1966. január 11–14.                   | Delhi (11–13.) |
| 1966. április 23–29.                  | Patiala (23.), Simlá (23–27.), Drochi (27–29.) |
| 1966. május 7–12.                     | Panchimari (8–11.) |
| 1966. augusztus 3–7.                  | Delhi (4–6.) |
| 1966. augusztus 25–30.                | Ladak (25–30.) |
| 1966. október 13–25.                  | Kullu (13–24.), Rewalsar (24–25.) |
| 1967. április 10–23.                  | Dalhousie (10–23.) |
| 1967. május 10–15.                    | Dehradún (11.), Mussoorie (11–15.) |
| 1967. május 24–29.                    | Bir (24–29.) |
| 1967. szeptember 23. – október 12.    | Delhi (24.), Japán (szeptember 25. – október 10.) |
| 1967. november 10–19.                 | Thaiföld (11–17.) |
| 1967. december 3. – 1968. január 2.   | Delhi (4.), Mumbai (5–9.), Hubli (10–11.), Mundgod (11–18.), Haidarábád (20–21.), Mainpat (23–26.), Bhopál (27–28.), Váránaszi (december 30. – január 2.) |
| 1968. április 10–27.                  | Manikaran (10–26.), Mandi (26–27.), Rewalsar (27.) |
| 1968. november 25–29.                 | Delhi (26–28.) |
| 1969. szeptember 30. – október 2.     | Delhi (szeptember 30. – október 2.) |
| 1969. november 19–24.                 | Delhi (10–12.), Mussoorie (13–15.), Delhi (16–17.), Száncsi (17–21.), Nálanda (23–26.), Bodh-Gaja (október 26. – november 1.), Szárnáth (1–4.), Gorakhpur (5.) |
| 1970. október 24–27.                  | Ladak (24–27.) |
| 1970. december 19. – 1971. január 15. | Delhi (20.), Mumbai (21–22.), Puna (22–27.), Mumbai (27–29.), Mundgod (december 29. – január 2.), Bylakuppe (január 2–14.) |

## 1970-es évek
| Dátum                                 | Hely (dátum) |
| ------------------------------------- | --- |
| 1971. december 30. – 1972. január 3.  | Váránaszi (1–3.) |
| 1972. január 3. – február 6.          | Bodh-Gaja (5–22.), Thaiföld (január 22. – február 5.) |
| 1973. január 3. – február 15.         | Delhi (4.), Mundgod (5–17.), Puduccseri (18–19.), Chandragiri (20–26.), Bodh-Gaja (január 28. – február 13.) |
| 1973. március 10–12.                  | Delhi (11.) |
| 1973. április 22–26.                  | Mussoorie (23–25.) |
| 1973. szeptember 12–25.               | Delhi (13–14.) |
| 1973. szeptember 28. – november 12.   | Olaszország (szeptember 29. – október 1.), Svájc (1–7.), Hollandia (7–9.), Belgium (9.), Írország (9–10.), Norvégia (10–13.), Svédország (13–17.), Dánia (17–20.), Egyesült Királyság (20–30.), Nyugat-Németország (október 30. – november 5.), Ausztria (5–6.), Svájc (6–11.) |
| 1973. december 23. – 1974. január 17. | Bodh-Gaja (25–16.) |
| 1974. február 24.                     | Delhi (25–26.), Bhandara (26–28.), Mundgod (2–9.), Bylakuppe (9–13.), Hunsur (13–16.), Delhi (19–20.) |
| 1974. szeptember 7–28.                | Svájc (7–24.) |
| 1974. október 21–27.                  | Rekong Peo (21–24.), Kyi (24–26.), Kaza (26–27.) |
| 1974. október 31. – november 12.      | Delhi (1–4.), Mainpat (6–9.), Delhi (11.) |
| 1975. április 1–15.                   | Palampur (1–8.), Manali (8–14.), Rewalsar (14–15.) |
| 1975. május 21. – június 6.           | Dardzsiling (23–3.) |
| 1975. június 28. – július 1.          | Szrinagar (június 28. – július 1.) |
| 1975. november 15–20.                 | Delhi (16–19.) |
| 1975. december 17–26.                 | Mundgod (20–22.), Bhandara (23–25.) |
| 1976. augusztus 23. – szeptember 25.  | Gulmarg (1.), Kargil (27–28.), Leh (augusztus 29. – szeptember 13.), Manali (15–25.) |
| 1977. január 30. – február 10.        | Delhi (január 31. – február 1.), Váránaszi (2–5.), Bodh-Gaja (5–8.) |
| 1977. július 21. – augusztus 27.      | Delhi (21–25.), Mundgod (július 25. – augusztus 1.), Kollegal (1–16.), Bylakuppe (16–25.), Delhi (25–26.) |
| 1978. január 12–29.                   | Bodh-Gaja (14–28.) |
| 1978. május 19–24.                    | Ambala (19–20.), Delhi (20–21.), Aurangábád (21–23.) |
| 1978. június 17–30.                   | Simlá (17–19.), Kalpa (19–21.), Rekong Peo (23–24.), Kaza (25–28.), Simlá (28–29.), Csandígarh (29–30.) |
| 1978. szeptember 16–21.               | Delhi (17–20.) |
| 1978. október 3–9.                    | Delhi (3–4.), Japán (4–6.) |
| 1978. november 3–9.                   | Kalkutta (5–7.) |
| 1979. január 20. – február 17.        | Delhi (21–23.), Alláhábád (24–26.), Váránaszi (26–28.), Sealdah (29–31.), Bhuvanesvar (január 31. – február 2.), Chandragiri (2–8.), Kánpur (9–11.), Bodh-Gaja (12–15.) |
| 1979. április 12–24.                  | Manikaran (12–24.) |
| 1979. június 11–20.                   | Delhi (11–12.), Moszkva, Oroszország (13.), Burjátföld, Oroszország (14–15.), Mongólia (15–18.) |
| 1979. július 5. – október 23.         | Delhi (6–9.), Mumbai (9–11.), Svájc (július 11. – augusztus 2.), Görögország (2–7.), Svájc (augusztus 7. – szeptember 3.), USA (szeptember 3. – október 21.) |

## 1980-as évek
| Dátum                                  | Hely (dátum) |
| -------------------------------------- | --- |
| 1980. január 18–31.                    | Bodh-Gaja (20–25.), Váránaszi (26–29.) |
| 1980. március 11–24.                   | Manikaran (11–24.) |
| 1980. június 3. – július 26.           | Mundgod (5–27.), Bylakuppe (június 28. – július 20.), Hunsur (20–23.) |
| 1980. augusztus 17. – szeptember 15.   | Ladak (augusztus 17. – szeptember 15.) |
| 1980. október 6. – november 10.        | Delhi (6–7.), Olaszország (8–10.), Kanada (10–27.), USA (27–30.), Japán (október 31. – november 8.) |
| 1981. január 9–25.                     | Bodh-Gaja (11–23.) |
| 1981. február 26–28.                   | Delhi (26–28.) |
| 1981. június 29. – augusztus 15.       | Egyesült Királyság (1–4.), USA (július 4. – augusztus 13.) |
| 1981. szeptember 9–22.                 | Manikaran (9–21.) |
| 1981. október 13. – november 5.        | Delhi (14.), Gangtok (16–27.), Kalimpong (27–30.), Dardzsiling (október 30. – november 3.) |
| 1982. január 11–28.                    | Váránaszi (12–14.), Bodh-Gaja (15–25.) |
| 1982. február 7–16.                    | Delhi (7–15.) |
| 1982. április 13–21.                   | Csandígarh (13–14.), Rájpur (14–20.) |
| 1982. július 26. – augusztus 24.       | Malajzia (27–29.), Szingapúr (július 29. – augusztus 1.), Indonézia (1–7.), Ausztrália (8–21.) |
| 1982. szeptember 9. – november 7.      | Oroszország (11–13.), Mongólia (14–23.), Magyarország (26–27.), Olaszország (27–28.), Spanyolország (szeptember 28. – október 4.), Franciaország (4–16.), Olaszország (16–25.), Nyugat-Németország (október 25. – november 4.)                |
| 1983. január 21. – március 3.          | Delhi (21–25.), Bodh-Gaja (25–28.), Kalkutta (29.), Bodh-Gaja (január 30. – február 4.), Bhandara (5–8.), Mumbai (8–10.), Mundgod (február 10. – március 2.), Mumbai (2–3.)                                                                   |
| 1983. március 21. – május 9.           | Kalkutta (23–24.), Tezu (24–27.), Miao (27–29.), Tenzingang (március 29. – április 10.), Bomdila (10–11.), Tawang (11–17.), Dirang (17–29.), Bomdila (április 29. – május 4.), Itanagar (4–6.), Delhi (6–8.)                                  |
| 1983. július 9. – augusztus 5.         | Simlá (9–11.), Puh (11–12.), Tabo (12–26.), Kaza (26–30.), Kyi (július 30. – augusztus 2.), Manali (3–5.) |
| 1983. augusztus 21. – szeptember 25.   | Svájc (augusztus 28. – szeptember 3.), Ausztria (3–8.), Svájc (8–16.), Nyugat-Németország (16–18.), Törökország (18–19.) |
| 1983. október 8–10.                    | Delhi (8–10.) |
| 1983. október 17–24.                   | Kánpur (??), Siliguri (??) |
| 1983. november 7–11.                   | Váránaszi (8–10.) |
| 1984. január 19. – február 27.         | Bodh-Gaja (január 21. – február 4.), Delhi (4–5.), Ahmadábád (5–6.), Mumbai (6–7.), Kollegal (7–8.), Hunsur (8–16.), Bylakuppe (16.), Hunsur (16–24.), Delhi (24–27.)                                                                         |
| 1984. április 28. – május 21.          | Delhi (29–30.), Japán (1–17.), Delhi (17–20.) |
| 1984. május 28. – június 8.            | Manikaran (május 28.- június 8.) |
| 1984. június 22. – július 14.          | Egyesült Királyság (június 25. – július 11.) |
| 1984. szeptember 16. – november 3.     | USA (szeptember 17. – november 1.) |
| 1984. december 17. – január 13.        | Delhi (17–19.), Mumbai (19–20.), Mundgod (20–27.),Bylakuppe (december 27. – január 2.), Maiszúr (2–4.), Nagpur (4–7.), Bhandara (7–10.), Delhi (10–12.)                                                                                       |
| 1985. január 28. – február 10.         | Delhi (28–30.), Bodh-Gaja (január 30.- február 7.), Kalkutta (7–9.) |
| 1985. március 22–24.                   | Mandi (22–23.), Rewalsar (23–24.) |
| 1985. március 27–30.                   | Delhi (27–29.), Csandígarh (29–30.) |
| 1985. június 4–19.                     | Manali (4–10.), Kyi (10–12.), Manali (12–19.) |
| 1985. július 8. – augusztus 7.         | Svájc (július 9. – augusztus 3.), Delhi (4–6.) |
| 1985. augusztus 14–29.                 | Csandígarh (14–15.), Ladak (15–29.) |
| 1985. október 22. – november 1.        | Ahmadábád (??-??) |
| 1985. november 25. – január 14.        | Váránaszi (november 27. – december 4.), Bodh-Gaja (december 4. – január 4.), Delhi (4–13.) |
| 1986. február 1–5.                     | Delhi (1–5.) |
| 1986. május 2. – június 5.             | Nyugat-Németország (4–11.), Ausztria (11–14.), Hollandia (14–21.), Franciaország (május 21. – június 1.) |
| 1986. június 20. – július 8.           | Manikaran (június 20. – július 8.) |
| 1986. augusztus 28. – szeptember 10.   | Oroszország (augusztus 30. – szeptember 8.) |
| 1986. október 20. – november 1.        | Delhi (20–25.), Olaszország (25–30.) |
| 1986. november 17. – 1987. február 18. | Delhi (17–19.), Kalkutta (19–23.), Kollegal (24–27.), Hunsur (27–30.), Bylakuppe (november 30. – december 17.), Mundgod (december 18. – január 10.), Amaravati (13–15.), Delhi (16–19.), Bodh-Gaja (január 19. – február 15.), Delhi (15–18.) |
| 1987. április 3–7.                     | Delhi (3–6.) |
| 1987. július 1. – augusztus 6.         | Ladak (július 2. – augusztus 6.) |
| 1987. szeptember 12. – október 2.      | Delhi (12–14.), Svájc (14–16.), Nyugat-Németország (16–18.), USA (18–30.) |
| 1987. október 8–20.                    | Manikaran (8–20.) |
| 1988. január 7. – február 3.           | Orisza (??-??), Mainpat (??-??), Váránaszi (??-??) |
| 1988. április 2–16.                    | Egyesült Királyság (4–15.) |
| 1988. április 19–30.                   | Solan (??-??), Clement Town (??-??), Rájpur (??-??), Mussoorie (??-??) |
| 1988. június 10–29.                    | Olaszország (12–14.), Franciaország (14–16.), Nyugat-Németország (16–17.), Svájc (17–27.) |
| 1988. július 11. – augusztus 10.       | Szrinagar (??-??), Zanskar (??-??), Leh (??-??) |
| 1988. augusztus 28–31.                 | Dalhousie (28–31.) |
| 1988. szeptember 9–21.                 | Manikaran (9–20.) |
| 1988. szeptember 27. – október 16.     | Finnország (szeptember 28. – október 1.), Dánia (1–5.), Norvégia (5–9.), Svédország (9–13.) |
| 1988. november 13–18.                  | Delhi (13–17.) |
| 1988. december 1. – 1989. január 11.   | Delhi (2–4.), Szárnáth (4–9.), Mumbai (9–11.), Puna (11.), Mundgod (december 12. – január 7.), Delhi (8–10.) |
| 1989. február 15–17.                   | Bir (15–17.) |
| 1989. március 18–22.                   | Delhi (18–21.) |
| 1989. április 13–23.                   | Nyugat-Németország (14–17.), Franciaország (17–22.) |
| 1989. június 21. – július 25.          | USA (23–25.), Costa Rica (25–30.), Mexikó (június 30. – július 3.), USA (3–21.) |
| 1989. szeptember 19. – október 16.     | Egyesült Királyság (21–22.), USA (szeptember 21. – október 15.) |
| 1989. november 6–20.                   | Bengaluru (7–9.), Delhi (9–11.), Bodh-Gaja (11–18.) |
| 1989. december 2–18.                   | Franciaország (3–5.), Németország (5–9.), Norvégia (9–16.) |

## 1990-es évek
| Dátum                                 | Hely (dátum) |
| ------------------------------------- | --- |
| 1990. január 4–6.                     | Simlá (4–6.) |
| 1990. január 12. – február 8.         | Váránaszi (14–15.), Delhi (16–18.), Bylakuppe (18–25.),Vardhá (26–28.), Bhandara (28–31.), Csehszlovákia (2–6.)                                                                                           |
| 1990. április 20–30.                  | Belgium (23–27.) |
| 1990. május 18. – június 16.          | Olaszország (május 23. – június 3.), Spanyolország (3–7.), Svájc (7–11.), Svédország (11–14.), Norvégia (14–15.), Dánia (15–16.)                                                                          |
| 1990. július 30. – augusztus 13.      | Delhi (július 31. – augusztus 2.), Hunsur (3–12.) |
| 1990. szeptember 4. – október 9.      | Spanyolország (5–7.), Hollandia (7–11.), Egyesült Királyság (11.), USA (11–26.), Kanada (szeptember 26. – október 2.), Németország (3–6.), Franciaország (6–8.)                                           |
| 1990. november 25. – 1991. január 6.  | Mumbai (27–30.), Mundgod (1–12.), Delhi (14.), Bodh-Gaja (14–20.), Váránaszi (december 20. – január 4.)                                                                                                   |
| 1991. január 28–31.                   | Delhi (28–31.) |
| 1991. március 15. – április 22.       | Egyesült Királyság (17–22.), Írország (22–23.), USA (március 23. – április 19.) |
| 1991. június 12–23.                   | Manikaran (12–23.), Paonta (23.) |
| 1991. július 8. – augusztus 1.        | Oroszország (10–13.), Burjátföld (Oroszország) (14–24.), Oroszország (24–25.), Kalmükföld (Oroszország) (25–30.)                                                                                          |
| 1991. augusztus 14. – szeptember 12.  | Liechtenstein (16–18.), Svájc (18–20.), Franciaország (20–29.), Olaszország (29–31.), Ausztria (augusztus 31. – szeptember 4.), Németország (4.)                                                          |
| 1991. szeptember 23. – október 27.    | Oroszország (25–26.), Mongólia (26–29.), Litvánia (szeptember 29. – október 2.), Lettország (2.), Észtország (2–4.), Bulgária (4–5.), Németország (5–8.), USA (8–24.), Olaszország (25.)                  |
| 1991. november 15–18.                 | Delhi (15–17.) |
| 1991. november 28. – december 10.     | Egyesült Királyság (november 29. – december 3.), Svédország (3–6.), Norvégia (6–9.) |
| 1992. január 1. – február 1.          | Patiala (3.), Delhi (3–4.), Haidarábád (4–5.), Visákhapatnam (5–6.), Haidarábád (6–7.), Kollegal (7–18.), Bengaluru (18–20.), Haidarábád (20–21.), Mainpat (23–26.), Chandragiri (27–30.), Delhi (30–31.) |
| 1992. február 13–17.                  | Delhi (14–16.) |
| 1992. február 29. – március 5.        | Delhi (február 29. – március 4.) |
| 1992. március 31. – április 6.        | Indonézia (1–5.) |
| 1992. április 25. – május 20.         | Delhi (25–26.), Ausztrália (április 27. – május 13.), Új-Zéland (13–19.) |
| 1992. június 2–26.                    | Brazília (4–11.), Argentína (11–16.), Chile (16–20.), Venezuela (20–24.) |
| 1992. július 19–27.                   | Magyarország (20–25.), Ausztria (25–26.) |
| 1992. augusztus 1–15.                 | Simlá (1–3.), Kalpa (3–14.), Simlá (14–15.) |
| 1992. szeptember 12–27.               | Oroszország (13–14.), Kalmükföld (Oroszország) (14–18.), Tuva (Oroszország) (19–22.), Burjátföld (Oroszország) (22–25.), Oroszország (25–26.)                                                             |
| 1992. november 7–28.                  | Kánpur (8–9.), Delhi (10–12.), Dehradún (12.), Mussoorie (12–14.), Dehradún (14–24.), Ádzsmír (25.), Ladnun (25–26.), Mumbai (27–28.)                                                                     |
| 1992. december 8–29.                  | Goa (9–10.), Mundgod (10–21.), Mumbai (21–24.), Nászik (24–25.), Tiruvanántapuram (26–27.), Kanyakumari (27–28.)                                                                                          |
| 1993. február 15–19.                  | Thaiföld (16–18.) |
| 1993. március 23. – április 13.       | Tashidhing (24–27.), Gangtok (március 27. – április 8.), Dardzsiling (8–12.) |
| 1993. április 24. – május 22.         | USA (április 25. – május 2.), Egyesült Királyság (2–16.), Lengyelország (16–20.), Magyarország (20–21.)                                                                                                   |
| 1993. június 9. – július 2.           | |
| 1993. július 13–21.                   | Japán (14–20.) |
| 1993. augusztus 9–13.                 | Delhi (9–13.) |
| 1993. augusztus 30. – szeptember 26.  | Svájc (augusztus 31. – szeptember 2.), USA (2–20.), Gabon (22–24.) |
| 1993. szeptember 29. – október 4.     | Delhi (szeptember 29. – október 3.), Kalkutta (3–4.) |
| 1993. október 15–17.                  | Dehradún (16–17.) |
| 1993. október 22. – november 17.      | Delhi (22–23.), Németország (23–24.), Franciaország (október 24. – november 1.), Egyesült Királyság (1.), Franciaország (1–16.)                                                                           |
| 1993. december 3–25.                  | Púne (3–4.), Mumbai (4–7.), Hunsur (7–23.), Auroville (23–24.) |
| 1994. február 5–8.                    | Delhi (5–8.) |
| 1994. március 19–26.                  | Izrael (20–24.) |
| 1994. április 13. – május 2.          | Japán (14.), USA (14–28.), Németország (április 29. – május 1.) |
| 1994. május 16–22.                    | Oroszország (18–21.) |
| 1994. június 3–21.                    | Hollandia (4–7.), Belgium (7–10.), Svájc (10–12.), Olaszország (12–17.), Dehradún (19–21.) |
| 1994. július 1–7.                     | USA (2–3.), Nicaragua (3–5.) |
| 1994. július 11–25.                   | Keylong (12.), Jispa (12–24.) |
| 1994. szeptember 5–21.                | Mongólia (6–11.), Anglia (11–18.), Franciaország (18–20.) |
| 1994. szeptember 30. – október 10.    | Váránaszi (október 1.), Bodh-Gaja (2.), Patna (2–3.), Delhi (3–6.), Norvégia (6–9.) |
| 1994. október 25. – november 17.      | Bylakuppe (október 26. – november 15.), Bengaluru (15–16.), Delhi (16–17.) |
| 1994. december 4–21.                  | Franciaország (5–7.), Spanyolország (7–19.) |
| 1994. december 31. – 1995. január 22. | Nágpur (január 1–2.), Bhandara (2–4.), Mumbai (4–5.), Mundgod (5–19.), Csennai (19–22.) |
| 1995. március 4–9.                    | Dehradún (5–8.) |
| 1995. március 27. – április 8.        | Delhi (28–29.), Japán (március 29. – április 6.) |
| 1995. május 2–9.                      | Németország (3–8.) |
| 1995. június 17–29.                   | Németország (18–20.), Svájc (20–25.), Ausztria (25–28.) |
| 1995. július 3–7.                     | Delhi (3–7.) |
| 1995. július 28. – augusztus 14.      | Oroszország (29–30.), Mongólia (július 31. – augusztus 13.), Oroszország (13.) |
| 1995. augusztus 30. – szeptember 19.  | Németország (augusztus 31. – szeptember 3.), USA (3–14.), Trinidad és Tobago (14–17.) |
| 1995. október 12–17.                  | Mirát (13.), Delhi (13–14.), Lakhnau (15.), Kushalnagar (16.) |
| 1995. október 31. – november 7.       | Mumbai (október 31. – november 6.) |
| 1995. november 20–26.                 | Delhi (20–23.), Agra (23.), Delhi (23–26.) |
| 1996. február 11–13.                  | Csandigarh (11–12.), Delhi (12.) |
| 1996. május 11–31.                    | Dánia (12–16.), Olaszország (16–21.), Svédország (21–27.), Norvégia (27–29.) |
| 1996. június 11. – július 7.          | Delhi (12–13.), Németország (13–15.), Kalpa (16–18.), Tabo (június 18. – július 5.) |
| 1996. július 11. – augusztus 4.       | Delhi (12–13.), Svájc (13–15.), Egyesült Királyság (15–21.), USA (július 21. – augusztus 2.) |
| 1996. augusztus 17–27.                | Dél-afrikai Köztársaság (18–25.) |
| 1996. szeptember 8. – október 1.      | Új-Zéland (10–14.), Ausztrália (14–30.) |
| 1996. október 19. – november 1.       | Delhi (20–23.), Franciaország (23–25.), Németország (25–27.), Magyarország (27–28.), Franciaország (28–31.)                                                                                               |
| 1996. november 14–26.                 | Bylakuppe (15–18.), Mundgod (19–22.), Kanakawali (23.), Púne (23–24.), Wardhwa (25.) |
| 1996. december 7–28.                  | Miao (8–11.), Tezu (11–14.), Mirig (14–16.), Salugara (16–27.) |
| 1997. március 20–29.                  | Delhi (21.), Tajvan (22–27.) |
| 1997. április 11. – május 3.          | Delhi (12–13.), Spanyolország (13–16.), Franciaország (16–21.), USA (21–25.), Franciaország (április 25. – május 1.)                                                                                      |
| 1997. május 21. – június 17.          | Delhi (22–23.), USA (május 23. – június 12.), Svédország (13–15.), Delhi (16.) |
| 1997. augusztus 5–14.                 | Leh (5–9.), Zanskar (9–13.), Kargil (13.), Leh (13–14.) |
| 1997. szeptember 2–13.                | Csehország (3–8.), Olaszország (8–12.) |
| 1997. október 9–25.                   | Tenzin Gang (10–13.), Bomdila (13–14.), Dirang (14–15.), Tawang (15–21.), Namchi (21–22.), Ravangla (22.), Gangtok (22–24.)                                                                               |
| 1997. november 15–26.                 | Delhi (15–19.), Dehradún (19–22.), Mussoorie (22.), Dehradún (22–24.), Delhi (24–26.) |
| 1997. december 21. – 1998. január 10. | Baroda (22–23.), Ahmadábád (23–24.), Mumbai (24–25.), Haidarábád (25–27.), Bengaluru (27–28.), Bylakuppe (december 28. – január 4.), Hunsur (4–7.), Tiruvanántapuram (7–8.)                               |
| 1998. január 20. – február 3.         | Delhi (20–21.), Mumbai (21–22.), Patna (22–23.), Bodh-Gaja (23–29.), Delhi (30.), Bhopál (január 30. – február 1.), Aligarh (1–2.)                                                                        |
| 1998. április 1–13.                   | Delhi (2.), Japán (3–12.) |
| 1998. április 28. – május 19.         | USA (április 29. – május 16.) |
| 1998. június 4. – július 14.          | Németország (5–9.), Ausztria (9–12.), Svájc (12–15.), Franciaország (15–17.), Ausztria (17–19.), Finnország (19–21.), Delhi (22–23.), Ladak (június 23. – július 14.)                                     |
| 1998. október 13–17.                  | Gorakhpur (14.), Delhi (15–17.) |
| 1998. október 24. – november 15.      | Németország (október 25. – november 4.), USA (4–13.) |
| 1998. november 30. – december 23.     | Delhi (november 30. – december 1.), Bhubaneshwar (1–2.), Chandragiri (2–5.), Franciaország (6–11.), Patna (12.), Bodh-Gaja (12–20.), Szárnáth (21.)                                                       |
| 1998. december 27.                    | Dzsammu (27.) |
| 1999. január 7–16.                    | Delhi (7–8.), Dzsaipur (8.), Mundgod (9–15.) |
| 1999. április 2–19.                   | Delhi (2–3.), Németország (3.), Brazília (4–7.), Argentína (7–11.), Chile (11–15.), USA (16–17.) |
| 1999. május 3. – június 1.            | Delhi (3–4.), Belgium (4–7.), Egyesült Királyság (7–13.), Olaszország (13–16.), Delhi (17–18.), Ladak (május 18. – június 1.)                                                                             |
| 1999. június 11–24.                   | Izrael (12–15.), Németország (15–23.) |
| 1999. július 15–22.                   | Raigarh (17–18.), Mainpat (18–20.) |
| 1999. augusztus 5–30.                 | Delhi (6–7.), Svájc (7–11.), USA (11–28.) |
| 1999. szeptember 19. – október 30.    | Hunsur (20–23.), Bylakuppe (23–25.), Hunsur (szeptember 25. – október 8.), Bengaluru (8.), Delhi (8–9.), Japán (10.), USA (10–14.), Hollandia (15–19.), Olaszország (19–29.)                              |
| 1999. november 5–6.                   | Beas (5–6.) |
| 1999. november 17–26.                 | Delhi (17–20.), Izrael (20–25.) |
| 1999. december 3. – 2000. január 3.   | Dél-afrikai Köztársaság (4–10.), Mumbai (10–12.), Delhi (12–14.), Szárnáth (14–18.), Bodh-Gaja (18–29.), Szárnáth (december 29. – január 2.), Delhi (2–3.)                                                |

## 2000-es évek
| Dátum                                  | Hely (dátum) |
| -------------------------------------- | --- |
| 2000. március 12–18.                   | Mumbai (12–13.), Mundgod (13–17.), Delhi (17–18.) |
| 2000. március 28–31.                   | Ludhijána (28–29.), Delhi (29–31.) |
| 2000. április 9–21.                    | Bengaluru (10–12.), Delhi (12.), Japán (13–20.) |
| 2000. május 9–26.                      | Lengyelország (10–13.), Németország (13–15.), Svédország (15–18.), Dánia (18–21.), Norvégia (21–24.), Delhi (25–26.) |
| 2000. június 4–8.                      | Olaszország (5–7.) |
| 2000. június 18. – július 5.           | Delhi (18–19.), USA (június 19. – július 3.) |
| 2000. augusztus 1–18.                  | Manali (1–2.), Kyi (3–17.) |
| 2000. szeptember 15–30.                | Delhi (15–17.), Franciaország (17–29.) |
| 2000. október 9–23.                    | Delhi (9–11.), Magyarország (11–14.), Szlovákia (14–16.), Csehország (16–19.), Egyesült Királyság (19–22.) |
| 2000. november 12–20.                  | Csandígarh (12–13.), Roorkee (13.), Dehradún (13–19.), Mussoorie (19.) |
| 2000. december 14–25.                  | Tiruvanántapuram (15–16.), Bengaluru (16–18.), Kollegal (18–22.), Maiszúr (22–24.), Periyapatna (24.), Delhi (25.) |
| 2001. január 25. – február 1.          | Alláhábád (25–26.), Delhi (január 26. – február 1.) |
| 2001. március 30. – április 11.        | Tajvan (március 31. – április 9.), Kalkutta (9–10.), Delhi (10–11.) |
| 2001. május 4–30.                      | Delhi (4–5.), Svájc (5–7.), USA (7–28.), Delhi (30.) |
| 2001. június 17. – július 4.           | Delhi (17–18.), Hollandia (18–19.), Észtország (19–21.), Lettország (21–23.), Litvánia (23–27.), Olaszország (június 27. – július 2.), Delhi (3.) |
| 2001. július 20. – augusztus 6.        | Delhi (20–21.), Bengaluru (21–22.), Bylakuppe (július 22. – augusztus 4.), Csennai (4–5.) |
| 2001. szeptember 16–19.                | Delhi (16–17.), Kalkutta (17–19.), Delhi (19.) |
| 2001. október 17–26.                   | Delhi (17–18.), Mumbai (18–21.), Delhi (21–22.), Franciaország (22–25.) |
| 2001. november 1–16.                   | Delhi (1–2.), Salugara (2–10.), Kalimpong (10–13.), Delhi (13–15.) |
| 2001. november 23. – december 10.      | Delhi (23–24.), Portugália (24–29.), Olaszország (november 29. – december 4.), Norvégia (4–9.), Delhi (10.) |
| 2001. december 16. – 2002. február 10. | Haidarábád (17–18.), Mundgod (december 19. – január 2.), Mumbai (2–3.), Vadodara (3–4.), Delhi (4–6.), Szárnáth (6–9.),Bodh-Gaja (9–13.), Rajgir (13–14.), Patna (14–17.), Bodh-Gaja (17–27.), Mumbai (január 27. – február 7.), Delhi (7–9.)         |
| 2002. március 11–15.                   | Mumbai (12–14.), Delhi (14–15.) |
| 2002. április 6–9.                     | Mumbai (7–9.), Delhi (9.) |
| 2002. május 17. – június 1.            | Ausztrália (18–27.), Új-Zéland (27–31.) |
| 2002. június 11–17.                    | Simlá (12–17.) |
| 2002. június 28. – július 10.          | Csehország (június 29. – július 4.), Szlovénia (4–6.), Horvátország (6–9.), Delhi (10.) |
| 2002. augusztus 6–25.                  | Ladak (7–25.) |
| 2002. október 5–29.                    | Mumbai (6–7.), Delhi (7–9.), Németország (9–11.), Ausztria (11–24.), Delhi (25.), Dehradún (25–29.) |
| 2002. november 3–10.                   | Japán (4.), Mongólia (4–8.), Japán (8–9.) |
| 2002. november 24. – december 19.      | Bylakuppe (november 25. – december 4.), Chitradurga (4–5.), Mundgod (5–17.), Delhi (17–19.) |
| 2003. január 3–24.                     | Delhi (4–6.), Bodh-Gaja (7–20.), Szárnáth (20–23.) |
| 2003. március 5–8.                     | Dehradún (5–8.) |
| 2003. április 4–14.                    | Delhi (5.), Haidarábád (5–7.), Delhi (7–8.), Nainital (8–11.), Rajpúr (11.), Mussoorie (11–13.) |
| 2003. április 27. – május 10.          | Delhi (27–28.), Gauháti (28–29.), Tenzingang (április 29. – május 1.), Dahung (1.), Bomdila (1–3.), Dirang (3.), Tawang (3–9.) |
| 2003. május 21. – július 5.            | Tabo (21–26.), Delhi (26–28.), Németország (május 28. – június 2.), Svédország (2–4.), Dánia (4–10.), Delhi (11–12.), Ladak (június 12. – július 5.)                                                                                                  |
| 2003. július 20. – augusztus 1.        | Ladak (július 20. – augusztus 1.) |
| 2003. szeptember 3–26.                 | Japán (4.), USA (4–24.) |
| 2003. október 5–23.                    | Delhi (5–7.), Spanyolország (7–10.), Franciaország (10–17.), Németország (17–18.), Csehország (18–20.), Svájc (20–21.), Mumbai (21–22.) |
| 2003. október 30. – november 12.       | Japán (október 31. – november 11.) |
| 2003. november 22. – december 18.      | Kalkutta (23–24.), Olaszország (25–29.), Mumbai (november 30. – december 1.), Delhi (1–2.), Dardzsiling (2–8.), Delhi (8–11.), Miao (11–13.), Tuting (13.), Tezu (13–15.), Mechuka (15.), Itanagar (15–17.), Chowkham (17.)                           |
| 2004. január 2–22.                     | Delhi (2–4.), Bhuvanesvar (4–5.), Chandragiri (5–8.), Mumbai (8–9.), Anandwan (9–10.), Bhandara (10–14.), Raipúr (14.), Mainpat (14–17.), Váránaszi (17–20.), Delhi (20–21.)                                                                          |
| 2004. február 15–18.                   | Delhi (15–18.) |
| 2004. február 29. – március 2.         | Mandi (29.), Rewalsar (február 29. – március 2.) |
| 2004. április 11. – május 10.          | Japán (12.), USA (12–17.), Kanada (április 17. – május 6.), Franciaország (7–9.) |
| 2004. május 23. – június 18.           | Mumbai (23–26.), Egyesült Királyság (május 26. – június 4.), Olaszország (4–7.), Pin (8–12.), Tabo (12–16.), Dakar (16–17.), Kyi (17–18.) |
| 2004. július 1–5.                      | Delhi (1–4.) |
| 2004. szeptember 1–3.                  | Amritszár (1.), Delhi (1–2.) |
| 2004. szeptember 16. – október 10.     | Delhi (16–17.), USA (17–23.), Puerto Rico (23–25.), Costa Rica (26–29.), El Salvador (szeptember 29. – október 1.), Guatemala (1–3.), Mexikó (3–8.)                                                                                                   |
| 2004. október 26. – november 10.       | Delhi (26–31.), Mumbai (október 31. – november 3.), Dél-afrikai Köztársaság (3–9.) |
| 2004. november 19–21.                  | Chauntra (19–21.) |
| 2004. november 28. – december 24.      | Kalmükföld (november 29. – december 1.), Bengaluru (1–3.), Bylakuppe (3–16.), Hunsur (16–23.), Delhi (24.) |
| 2005. január 21–27.                    | Delhi (21.), Bodh-Gaja (22–26.) |
| 2005. március 12–15.                   | Sidhbari (12–15.) |
| 2005. április 29.                      | Dehradún (29.) |
| 2005. április 6–28.                    | Delhi (6–7.), Japán (8–19.), Szikkim (20–27.) |
| 2005. május 11–22.                     | Kullu (11–15.), Delhi (16–17.), Jordánia (17–21.) |
| 2005. június 9–20.                     | Luxembourg (10–11.), Svédország (11–14.), Norvégia (14–16.), Németország (16–18.), Delhi (19.) |
| 2005. július 25. – szeptember 30.      | Delhi (25–26.), Németország (26–29.), Olaszország (július 29. – augusztus 2.), Svájc (2–14.), Delhi (15–17.), Ladak (augusztus 17. – szeptember 7.), Delhi (7–9.), USA (9–27.), Delhi (29–30.)                                                        |
| 2005. október 13–17.                   | Mumbai (13–15.), Nágpur (15–17.) |
| 2005. október 27.                      | Delhi (27.) |
| 2005. november 1–24.                   | Delhi (1–2.), Japán (3.), USA (3–17.), Egyesült Királyság (18–23.) |
| 2005. december 6–7.                    | Delhi (6–7.) |
| 2006. január 1–18.                     | Haidarábád (2–3.), Nagarjunakonda (3–4.), Amaravathi (4–17.), Delhi (17–18.) |
| 2006. január 30.                       | Pathankot (30.) |
| 2006. február 4–21.                    | Delhi (4–6.), Szárnáth (6–11.), Nálanda (11–12.), Bodh-Gaja (12–13.), Izrael (15–19.) |
| 2006. április 13. – május 16.          | Delhi (13.), Japán (14.), USA (14–25.), Brazília (26–30.), Argentína (április 30. – május 3.), Chile (3–7.), Peru (7–10.), Kolumbia (10–12.), Ausztria (13–15.)                                                                                       |
| 2006. május 28. – június 12.           | Belgium (május 29. – június 6.), Sangla (7–8.), Kalpa (8–12.) |
| 2006. június 17–23.                    | Delhi (17–19.), Jordánia (19–22.) |
| 2006. augusztus 19–30.                 | Delhi (19–20.), Japán (21.), Mongólia (21–28.), Japán (28–29.) |
| 2006. szeptember 6. – október 3.       | Japán (7.), Kanada (7–11.), USA (11–28.), Finnország (szeptember 29. – október 2.) |
| 2006. október 8–16.                    | Delhi (8–9.), Csehország (9–12.), Olaszország (12–15.) |
| 2006. október 28. – november 15.       | Rampúr (28–29.), Delhi (29.), Japán (október 30. – november 12.), Mumbai (13–14.) |
| 2006. december 16. – 2007. január 20.  | Szárnáth (17–22.), Delhi (22–26.), Bengaluru (26–28.), Hunsur (december 28. – január 8.), Bylakuppe (8–13.), Bengaluru (13–14.), Kalkutta (14–16.), Sabroom (16–17.), Agartala (17–19.)                                                               |
| 2007. január 30. – február 6.          | Mumbai (január 30. – február 1.), Delhi (1–2.), Bodh-Gaja (2–5.) |
| 2007. március 23–28.                   | Púne (24–27.), Delhi (27–28.) |
| 2007. április 20. – május 14.          | Solan (20–22.), Japán (23.), USA (április 23. – május 10.), Németország (11–13.) |
| 2007. június 4–21.                     | Ausztrália (5–16.), Új-Zéland (16–19.), Ausztrália (19–20.) |
| 2007. július 16. – augusztus 26.       | Egyesült Királyság (17–19.), Németország (19–29.), Delhi (30–31.), Ladak (július 31. – augusztus 20.), Narkanda (20–21.), Kinnaur (21–26.) |
| 2007. szeptember 8–25.                 | Delhi (8–9.), Spanyolország (9–12.), Portugália (12–17.), Ausztria (17–20.), Németország (20–24.), Delhi (25.) |
| 2007. október 7. – november 3.         | Delhi (7–8.), USA (8–28.), Kanada (október 28. – november 1.), Egyesült Királyság (1–2.), Delhi (2–3.) |
| 2007. november 13. – december 18.      | Delhi (13–14.), Japán (15–23.), Delhi (23–26.), Amritszár (26–29.), Delhi (november 29. – december 5.), Olaszország (5–17.) |
| 2008. január 1–22.                     | Mundgod (2–16.), Bengaluru (16–18.), Ahmadábád (18–20.), Delhi (20–22.) |
| 2008. március 21–29.                   | Delhi (21–29.) |
| 2008. április 9–26.                    | Japán (10.), USA (10–24.) |
| 2008. május 14. – június 2.            | Németország (15–20.), Egyesült Királyság (20–31.), Delhi (1–2.) |
| 2008. június 9–20.                     | Ausztrália (11–16.), Jordánia (17–19.) |
| 2008. július 8–28.                     | Ádzsmír (8–9.), USA (10–26.) |
| 2008. augusztus 8–24.                  | Mumbai (8–10.), Franciaország (11–23.) |
| 2008. augusztus 28. – szeptember 9.    | Mumbai (augusztus 28. – szeptember 4.), Delhi (4–9.) |
| 2008. október 6–20.                    | Delhi (6–20.) |
| 2008. október 29. – november 15.       | Delhi (29–30.), Japán (31–7.), Púne (8–9.), Delhi (9–10.), Mirát (10.), Delhi (10–15.) |
| 2008. november 25. – december 13.      | Nigéria (26–28.), Csehország (november 29. – december 2.), Belgium (2–5.), Lengyelország (5–12.) |
| 2009. január 6–22.                     | Mahuva (6–7.), Szárnáth (7–16.), Delhi (16–19.), Gulbarga (19.), Haidarábád (19–20.), Auroville (20–21.), Csennai (21–22.) |
| 2009. február 2–3.                     | Delhi (2–3.) |
| 2009. február 7–12.                    | Olaszország (8–10.), Németország (10–11.) |
| 2009. február 12. – március 2.         | Delhi (12–15.), Bengaluru (15–17.), Kollegal (17–19.), Maiszúr (19.), Bylakuppe (február 19. – március 1.) |
| 2009. március 6.                       | Delhi (6.) |
| 2009. március 29. – április 1.         | Delhi (március 29. – április 1.), Haridvár (1.) |
| 2009. április 19. – május 9.           | Delhi (19–20.), Japán (21–22.), USA (április 22. – május 7.) |
| 2009. május 28. – június 12.           | Dánia (29–31.), Izland (május 31. – június 3.), Hollandia (3–6.), Franciaország (6–8.), Indaur (10–11.) |
| 2009. július 5–16.                     | Delhi (5–9.), Spiti (9–15.) |
| 2009. július 26. – szeptember 13.      | Delhi (26–27.), Lengyelország (27–29.), Németország (július 29. – augusztus 3.), Svájc (3–7.), Delhi (8–9.), Ladak (9–29.), Delhi (29–30.), Tajvan (augusztus 30. – szeptember 4.), Delhi (4–8.), Szlovákia (8–10.), Csehország (10–12.), Delhi (13.) |
| 2009. szeptember 21. – október 13.     | USA (22–26.), Kanada (szeptember 26. – október 4.), USA (4–11.) |
| 2009. október 29. – november 23.       | Japán (október 30. – november 7.), Arunácsal Prades (8–15.), Olaszország (16–19.), Delhi (20–23.) |
| 2009. november 28. – december 12.      | Ausztrália (november 30. – december 4.), Új-Zéland (4–7.), Ausztrália (7–11.) |
| 2009. december 17–21.                  | Lakhnau (17.), Haidarábád (18–19.), Gulbarga (19–20.), Delhi (21.) |

## 2010-es évek
| Dátum                                 | Hely (dátum) |
| ------------------------------------- | --- |
| 2010. január 1–16.                    | Mumbai (1–2.), Pálítáná (2–4.), Bodh-Gaja (4–10.), Kalkutta (10–11.), Chandragiri (11–14.), Bhuvanesvar (14.), Vadodara (15–16.) |
| 2010. február 16–27.                  | USA (17–24.), Németország (25–26.) |
| 2010. március 16–22.                  | Bhopál (17–18.), Delhi (18–22.) |
| 2010. április 3–13.                   | Risikés (3–4.), Szlovénia (5–7.), Svájc (7–12.) |
| 2010. április 16.                     | Delhi (16.) |
| 2010. május 9–27.                     | Németország (10–11.), USA (11–24.), Patna (26–27.) |
| 2010. június 5–6.                     | Gulabgarh – Paddar (5–6.) |
| 2010. július 16–29.                   | Delhi (16–17.), Japán (18–28.) |
| 2010. július 20–28.                   | Ladak (20–28.) |
| 2010. augusztus 8–12.                 | Delhi (8–11.) |
| 2010. augusztus 16–23.                | Kullu (16–17.), Manali (17–18.), Jispa (18–20.), Manali (21–22.) |
| 2010. augusztus 30. – szeptember 6.   | Bylakuppe (augusztus 30. – szeptember 3.), Bengaluru (3–4.), Kocsín (4–5.) |
| 2010. szeptember 13–25.               | Ladak (13–16.), Delhi (16–17.), Magyarország (17–21.), Németország (21–22.), Lengyelország (22–23.) |
| 2010. október 9–29.                   | Mumbai (9–10.), Púne (10.), Japán (11.), USA (11–22.), Kanada (22–25.), USA (25–27.), Egyesült Királyság (27–28.), Delhi (28–29.) |
| 2010. november 5–24.                  | Delhi (5.), Japán (6–16.), Delhi (16–24.) |
| 2010. december 9–31.                  | Lakhnau (9–11.), Kalimpong (12–15.), Pelling (15.), Tashiding (15–18.), Ravangla (18–19.), Gangtok (19–23.), Salugara (23–24.), Delhi (24–29.) |
| 2011. január 7–19.                    | Delhi (7–10.), Szárnáth (10–18.), Delhi (18–19.) |
| 2011. január 28. – február 20.        | Delhi (28–29.), Chitradurga (29.), Bengaluru (29–31.), Mundgod (január 31. – február 7.), Goa (7–8.), Dzsódhpur (8–10.), Dzsaipur (10–13.), Tilonia (13–14.), Dzsaipur (14–16.), Mumbai (16–20.) |
| 2011. március 30. – április 3.        | Delhi (március 30. – április 3.) |
| 2011. április 11–20.                  | Delhi (11–12.), Írország (12–14.), Svédország (14–17.), Dánia (17–19.) |
| 2011. április 27. – május 16.         | Japán (április 28. – május 2.), USA (2–14.) |
| 2011. június 5–21.                    | Új-Zéland (7–9.), Ausztrália (9–20.) |
| 2011. július 4–20.                    | USA (5–18.) |
| 2011. augusztus 9–20.                 | Delhi (9–11.), Svájc (11–12.), Franciaország (12–16.), Észtország (16–18.), Finnország (18–21.), Németország (21–24.) |
| 2011. szeptember 4–19.                | Delhi (4–6.), Kanada (6–8.), Mexikó (8–12.), Argentína (12–15.), Brazília (15–17.) |
| 2011. október 28. – november 13.      | Dehradún (28.), Japán (október 29. – november 7.), Mongólia (7–11.), Japán (11–12.) |
| 2011. november 29. – december 14.     | Delhi (november 29. – december 1.), Kalkutta (1–2.), Delhi (2–4.), Hunsur (4–8.), Delhi (8–10.), Csehország (10–13.) |
| 2011. december 30. – 2012. január 13. | Delhi (30–31.), Bodh-Gaja (december 31. – január 11.), Delhi (11–12.), Púne (12–13.) |
| 2012. január 19–31.                   | Delhi (19–31.) |
| 2012. március 20–25.                  | Delhi (20–25.) |
| 2012. április 1–6.                    | Rewalsar (1–3.), Sidhbari (3–6.) |
| 2012. április 12–30.                  | Delhi (12–13.), USA (13–26.), Kanada (26–28.) |
| 2012. május 12–28.                    | Egyesült Királyság (13–15.), Szlovénia (15–17.), Ausztria (17–22.), Olaszország (22–23.), Belgium (23–25.), Ausztria (25–27.) |
| 2012. június 13–29.                   | Egyesült Királyság (14–24.), Olaszország (24–28.) |
| 2012. július 7. – augusztus 14.       | Delhi (7–12.), Szrinagar (12–18.), Ladak (július 18. – augusztus 13.) |
| 2012. szeptember 10–18.               | Delhi (10–13.), Dehradun (13–18.) |
| 2012. október 6–25.                   | USA (7–22.), Egyesült Királyság (22–24.) |
| 2012. november 2–15.                  | Japán (3–14.) |
| 2012. november 22. – 2013. január 25. | Tiruvanántapuram (23–24.), Kocsín (24–26.), Bengaluru (26–28.), Mumbai (28–29.), Mundgod (november 29. – december 13.), Delhi (december 14. – január 4.), Patna (4–6.), Szárnáth (6–13.), Delhi (13–15.), Mundgod (15–22.), Mumbai (22–24.), Dzsaipur (24–25.)                                                                             |
| 2013. március 4–12.                   | Bengaluru (5–6.), Raipúr (6–8.), Delhi (8–11.), Mirát (11.), Mathura (11–12.) |
| 2013. március 21–30.                  | Delhi (21–24.), Ravangla (24–26.), Gangtok (26–27.), Salugara (27–29.) |
| 2013. április 8–22.                   | Olaszország (9–12.), Svájc (12–17.), Egyesült Királyság (17–21.) |
| 2013. április 27–29.                  | Dalhousie (27–29.) |
| 2013. május 5–23.                     | USA (6–21.) |
| 2013. június 6–24.                    | Új-Zéland (8–13.), Ausztrália (13–23.) |
| 2013. június 4–28.                    | Bengaluru (5.), Bylakuppe (5–12.), Hunsur (12–16.), Mundgod (17–25.), Púne (25–28.) |
| 2013. július 29. – augusztus 23.      | Ladak (július 29. – augusztus 23.) |
| 2013. szeptember 7–21.                | Lettország (8–11.), Litvánia (11–14.), Csehország (14–17.), Németország (17–20.) |
| 2013. október 6–25.                   | Delhi (6–7.), USA (7–11.), Mexikó (11–17.), USA (17–21.), Lengyelország (22–24.) |
| 2013. november 13. – január 16.       | Delhi (13–14.), Japán (15–26.), Delhi (november 26. – december 23.), Bylakuppe (december 23. – január 4.), Bengaluru (4–7.), Kojambuttúr (7–8.), Nágpur (8–10.), Bhandara (10.), Pratapgarh (10–13.), Raipúr (13–16.) |
| 2014. január 30. – február 6.         | Delhi (január 30. – február 1.), Gauháti (1–3.), Shillong (3–6.) |
| 2014. február 17. – március 9.        | USA (február 18. – március 7.) |
| 2014. március 17–25.                  | Simlá (18–19.), Delhi (19–24.) |
| 2014. április 5–19.                   | Japán (6–18.) |
| 2014. április 28–29.                  | Chauntra (28–29.), Gopalpur (29.) |
| 2014. május 3–17.                     | Lettország (4–7.), Norvégia (7–10.), Hollandia (10–13.), Németország (13–16.) |
| 2014. június 8–16.                    | Delhi (8–10.), Olaszország (10–16.) |
| 2014. június 17–17.                   | Ladak (június 17. – július 17.), Delhi (17–21.) |
| 2014. augusztus 20–28.                | Delhi (20–22.), Németország (22–27.) |
| 2014. szeptember 15–22.               | Delhi (15–16.), Mumbai (16–19.), Delhi (19–22.) |
| 2014. október 18. – november 7.       | Delhi (18.), Japán (19–20.), Kanada (20–24.), USA (október 24. – november 5.) |
| 2014. november 19–26.                 | Delhi (19–26.) |
| 2014. december 8. – 2015. február 14. | Delhi (8–11.), Olaszország (11–15.), Delhi (16–20.), Bengaluru (20–21.), Mundgod (22–30.), Púne (december 30. – január 1.), Surat (1–3.), Nászik (3–4.), Delhi (4–12.), Kalkutta (12–14.), Delhi (14–30.), Sankisa (január 30. – február 1.), Delhi (1–2.), Németország (2–3.), USA (3–5.), Svájc (6–9.), Norvégia (9–10.), Dánia (10–13.) |
| 2015. március 11–12.                  | Sherabling (11–12.) |
| 2015. március 18–26.                  | Delhi (18–26.) |
| 2015. április 1–15.                   | Japán (2–14.) |
| 2015. május 10–13.                    | Sidhbari (10–13.) |
| 2015. június 2–16.                    | Ausztrália (4–15.) |
| 2015. június 26. – július 15.         | Delhi (26–27.), Egyesült Királyság (27–30.), USA (június 30. – július 11.), Németország (11–14.) |
| 2015. július 27. – augusztus 2.       | Ladak (27–31.), Delhi (július 31. – augusztus 2.) |
| 2015. augusztus 29. – szeptember 1.   | Delhi (29–30.), Nászik (29–31.) |
| 2015. szeptember 12. – október 3.     | Egyesült Királyság (13–21.), USA (21–30.) |
| 2015. november 8–15.                  | Csennai (9–10.), Delhi (10–14.), Phagwara (14–15.) |
| 2015. december 4. – január 5.         | Bengaluru (4–8.), Mundgod (8.), Hunsur (8–13.), Bylakuppe (december 13. – január 2.), Bengaluru (2–3.), Delhi (3–5.) |
| 2016. január 19. – március 13.        | USA (január 20. – március 10.), Svájc (10–12.) |
| 2016. április 4–11.                   | Delhi (4–6.), Dehradun (6.), Delhi (6–11.) |
| 2016. május 6–15.                     | Delhi (6–8.), Japán (8–14.) |
| 2016. június 10–28.                   | USA (12–27.) |
| 2016. június 28. – július 8.          | Delhi (28–30.), Mundgod (július 1–7.) |
| 2016. július 13–15.                   | Rewalsar (13–15.) |
| 2016. július 25. – augusztus 25.      | Ladak (július 25. – augusztus 25.) |
| 2016. szeptember 6–23.                | Belgium (7–12.), Franciaország (12–19.), Lengyelország (19–22.) |
| 2016. október 8–24.                   | Lettország (9–12.), Svájc (12–15.), Szlovákia (15–17.), Csehország (17–20.), Olaszország (20–23.) |
| 2016. november 7–28.                  | Delhi (7–8.), Japán (8–18.), Mongólia (18–23.), Japán (23–27.) |
| 2016. december 8–27.                  | Delhi (8–12.), Maiszúr (12–14.), Bengaluru (14–16.), Mundgod (16–24.), Delhi (24–28.), Patna (28.), Bodh-Gaja (december 28. – január 16.), Delhi (január 16–23.) |
| 2017. február 2–13.                   | Delhi (2–9.), Vidzsajavádá (9–11.), Haidarábád (11–12.) |
| 2017. március 16–21.                  | Rádzsgír (16–18.), Bhopál (18–20.), Mathura (20–21.) |
| 2017. március 31. – április 12.       | Delhi (március 31. – április 1.), Gauháti (1–3.), Dibrugarh (3.), Bomdila (4–5.), Dirang (5–7.), Tawang (7–11.) |
| 2017. április 25–28.                  | Delhi (25–28.) |